# Abraham Sharp
Abraham Sharp (1653-18 de julio de 1742) fue un matemático y astrónomo inglés. Colaborador del astrónomo real John Flamsteed, destacó por su gran facilidad para el cálculo (obtuvo el número pi con 72 decimales), interviniendo en la confección del Atlas Coelestis.

## Biografía
Sharp nació en Horton Hall en Little Horton, Bradford, hijo del adinerado mercader John Sharp y de Mary Clarkson. Se educó en Escuela de Gramática de Bradford.

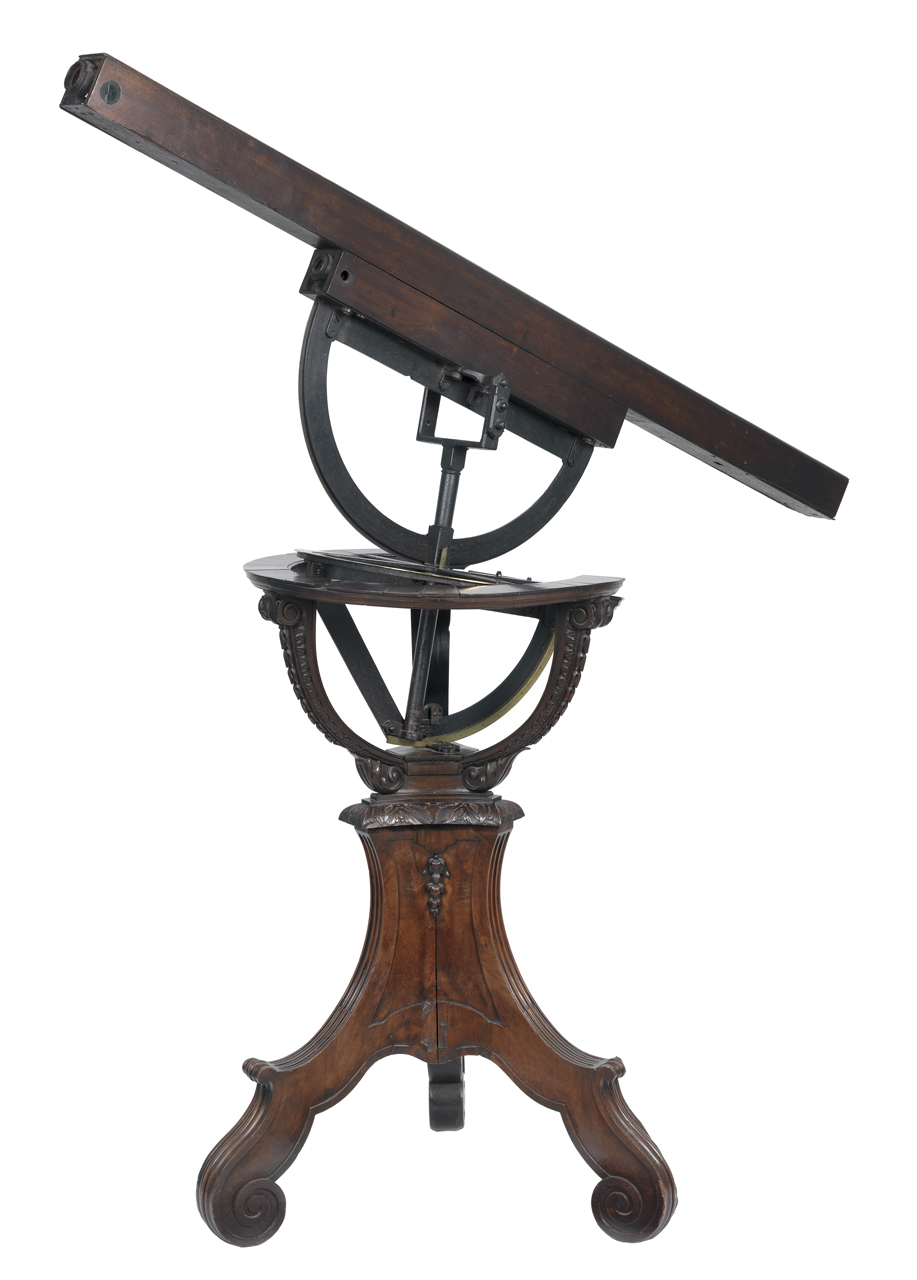
Telescopio de madera de Abraham Sharp

En 1669 empezó a aprender el oficio de comerciante, antes de convertirse en maestro de escuela en Liverpool, pasando posteriormente a ser contable en Londres. Sus amplios conocimientos de matemáticas y astronomía atrajeron la atención del famoso astrónomo John Flamsteed, quien le brindó en 1688 la posibilidad de incorporarse al Real Observatorio de Greenwich. Allí realizó un trabajo notable, mejorando instrumentos y mostrando su gran habilidad como calculista, publicando "Geometry Improved" (Geometría Mejorada) y una colección de tablas logarítmicas.
Calculó el número pi con 72 decimales utilizando una secuencia basada en el arco tangente, lo que constituyó un récord durante un breve período, hasta que John Machin calculó 100 dígitos en 1706.
Regresó a Little Horton en 1694. Cuando se publicó el Atlas Coelestis - el mapa de estrellas más completo de su época -  contenía 26 mapas de las constelaciones importantes visibles desde Greenwich y dos planisferios diseñados por Sharp.
Murió en Little Horton en 1742. Nunca se casó. Fue tío abuelo del fabricante de instrumentos científicos Jesse Ramsden.
En una losa conmemorativa de la catedral de Bradford escrita en latín, se lee: " Fue justamente considerado entre los matemáticos más consumados de su tiempo. Disfrutó de la amistad constante de hombres muy famosos de la misma reputación, notablemente Flamsteed y el ilustre Newton. Completó la descripción de los cielos realizada por su fundador (Flamsteed) en tablas (astronómicas) de la exactitud más grande; también publicó anónimamente varios escritos y las descripciones de instrumentos perfeccionados por él...

## Eponimia
- El cráter lunar Sharp lleva este nombre en su memoria.[7]
- El Aeolis Mons, una formación montañosa de Marte, originalmente se denominó Monte Sharp en su honor.

## Lecturas relacionadas
- Cudworth, William (1889). Life and Correspondence of Abraham Sharp. London: Sampson Low, Marston, Searle and Livington, Ltd.
- Connor, Elizabeth (1942). «Abraham Sharp, 1653-1742». Publications of the Astronomical Society of the Pacific 54: 237-243. Bibcode:1942PASP...54..237C. doi:10.1086/125455.